# Allgemeine Deutsche Lehrerzeitung
Unter dem Namen Allgemeine Deutsche Lehrerzeitung (ADLZ) erschienen von 1848 bis 1971 Zeitschriften für Lehrer unter verschiedenen Herausgebern.
Von 1848 bis 1851 bestand der Allgemeine Deutsche Lehrerverein, zu dessen Gründung in Dresden u. a. Karl Friedrich Wilhelm Wander aufgerufen hatte und die in Eisenach am 28.–30. September 1848 stattfand. August Berthelt wurde der erste Redakteur der Zeitung des Allgemeinen Deutschen Lehrervereins. Nach den in den Folgejahren wegen der Repression schwach besuchten Versammlungen wurde 1851 beschlossen, nur noch ein Organ der Allgemeinen deutschen Lehrerversammlungen herauszugeben, das erstmals den Namen Allgemeine Deutsche Lehrerzeitung trug. Es erschien 1852 bis 1871 unter dem Herausgeber Berthelt in Leipzig. Die Leser waren meist Volksschullehrer.
Nach der Gründung des reichsweiten Deutschen Lehrervereins 1871 gab dieser als sein Hauptblatt bis 1919 die Pädagogische Zeitung in Berlin heraus, parallel bestand in Leipzig die Allgemeine Deutsche Lehrerzeitung, auch als Organ des Deutschen Lehrer-Pensionsverbandes. Daneben gab der preußische Verband noch die mehr gelesene Preußische Lehrerzeitung heraus sowie andere regionale Verbände ihre Zeitschriften. Die Leserschaft blieben die Volksschullehrer.
Nach der Umbildung 1919 erschien als Nachfolger der Pädagogischen Zeitung in Berlin für den  Deutschen Lehrerverein bis 1933 wöchentlich die Allgemeine Deutsche Lehrerzeitung unter dem Schriftleiter Georg Wolff, ab 1925 Leo Raeppel. Nach dem Eintritt in den NS-Lehrerbund 1933 wurde die Zeitschrift eingestellt.
Im Zuge der Neubildung von Lehrerverbänden nach 1945 entstand die Arbeitsgemeinschaft deutscher Lehrerverbände (AGDL) in der Britischen Zone. Der Hauptträger war seit 1948 die Gewerkschaft Erziehung und Wissenschaft (GEW). Sie gab seit 1947 wieder die Allgemeine Deutsche Lehrerzeitung heraus, zuerst unter der ehrenamtlichen Redaktion von Anne Banaschewski bis 1950, dann hauptamtlich unter Karl Bungardt. Erscheinungsorte waren Frankfurt am Main und Essen. Die Zeitschrift erschien unter diesem Namen bis 1971, als sie die GEW in Erziehung und Wissenschaft umbenannte, die heute in einer Auflage von 270.000 erscheint (ISSN 0342-0671).
In der DDR erschien im Verlag Volk und Wissen von 1954 bis 1990 die Deutsche Lehrerzeitung (Untertitel Organ der sozialistischen Schule in der DDR):, die nach der Wende zunächst von westlichen Verlagen weitergeführt, doch 1999 wegen fehlender Resonanz eingestellt wurde.